# Centre de conférences international d'Édimbourg
Le Edinburgh International Conference Centre (ou EICC), est le principal centre de congrès et de conférences d'Édimbourg, la capitale de l'Écosse. 

## Emplacement

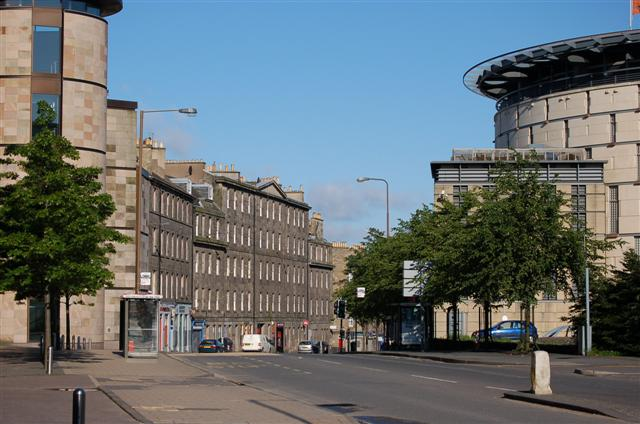
Emplacement de l'EICC sur Morrison Street

Le centre fait partie du quartier planifié d'Exchange District, à l'extrémité ouest de la ville, et a été conçu par l'architecte Sir Terry Farrell, qui dirigeait le projet depuis son bureau d'Édimbourg. 
La construction de l'EICC a commencé en mars 1993 et le centre a ouvert ses portes en 1995. Il accueille environ 200 000 délégués chaque année et génère plus de 60 millions de livres sterling de revenus pour la ville d'Édimbourg. Une extension a été ouverte en 2013 pour un coût de 85 millions de livres sterling. 

## Événements notables
En 1999, l'Assemblée générale annuelle de l'Église d'Écosse s'est tenue au sein de l'EICC. La salle de l'Assemblée de l'Église était utilisée par le Parlement écossais à l'époque. 
La réunion des chefs de gouvernement du Commonwealth de 1997 (CHOGM) s'est tenue au sein de l'EICC. Pour commémorer cette occasion, la Clydesdale Bank a émis un billet commémoratif spécial de 20 £. Le verso présente une illustration du bâtiment EICC aux côtés du nouveau bâtiment de la banque Clydesdale sur Lothian Road, avec le château d'Édimbourg en arrière-plan. 